# Ґдуля Іван
Іва́н Ґду́ля (нар. 4 липня 1877, Лежайськ, Ланьцутський повіт, Королівство Галичини та Володимирії, Австро-Угорщина — пом. 11 грудня 1921, Снятин, Снятинський повіт, Станиславівське воєводство, Польська Республіка) — український громадсько-політичний, культурно-освітній та військовий діяч, професор та директор Снятинської української державної реальної школи, комендант табору для польських військовополонених «Косачів» (1919), сотник Української галицької армії .

## Життєпис
Народився в Лежайську на Закерзонні 4 липня 1877 року в спольщеній українській родині.У 1896 році успішно закінчив Перемишльську державну чоловічу гімназію. Згодом навчався у Львівському університеті імені Яна Казимира, який закінчив у 1900 році. 
З 1903 року працював у цісарсько-королівській школі в Снятині, де викладав українську мову, фізику та математику в старших класах. Як вчитель характеризувався вимогливим і намагався прищепити дітям старанність, відповідальність та тягу до науки.  
У 1912—1913 навчальному році для учнів VI—VII класів запроваджено стрільби з бойової зброї, яку Ґдуля проводив в обсязі 50 годин на рік.  
Станом на 1913 рік був куратором роботи філій товариства «Просвіта» в Снятині та в Потічку .
Проходив службу в австрійському війську в званні четаря. Під час відступу до Карпат, у жовтні 1914 року, потрапив до російського полону, де перебував до осені 1917 року. Після повернення з полону знову працював у школі.  
З проголошенням Західноукраїнської Народної Республіки замість цісарсько-королівської школи утворено українську державна реальну школу, де обійняв посаду директора наприкінці листопада 1918 року, після того як колишній керівник школи Фоґль на початку національно-визвольних змагань західних українців у листопаді 1918 року, покинув Снятин.
29 січня 1919 року постановою Снятинського повітового комітету українську державну реальну школу перетворено в гімназію. 18 лютого 1919 року вступив на військову службу до лав Української галицької армії.  
З 20 березня по 25 травня 1919 року в званні сотника УГА обіймав посаду коменданта табора для польських військовополонених «Косачів» в Коломиї.
За час свого керівництва табором інтернованих поляків намагався забезпечувати їх всім необхідним, відносно полонених характеризувався дуже людяним. Після поразки українських визвольних змагань арештований в липні 1919 року, у в'язниці перебував до осені 1920 року. Через відмову присягнути на вірність польському урядові звільнений без права пенсії і перебував під поліційним наглядом.  
Помер 11 грудня 1921 року в Снятині. Похований на Снятинському цвинтарі по вулиці Тараса Шевченка.